# Stephan Kekulé von Stradonitz
Stephan Kekulé von Stradonitz, född den 1 maj 1863 i Gent i Belgien, död den 5 maj 1933 i Berlin, var genealog samt doktor i juridik och filosofi. Han är son till kemisten Friedrich August Kekulé von Stradonitz. Som genealog är Kekulé von Stradonitz känd för sin förnyelse av ett system för numrering av anor, konstruerat av den spanske genealogen Jerome de Sosa 1676.
Hans bok ”Ahnentafel-Atlas”, utgiven 1898, fick stort genomslag och det förnyade systemet är idag det mest använda. Hämtat från boken kallas det i engelsktalande länder ”Ahnentafel Numbering System”, i ett flertal andra länder ”Sosa-Stradonitz System”, medan det på svenska kallas ”Kekulés system” eller enbart ”Kekulé”.
Systemet innebär att anorna numreras i stigande följd. Man utgår från en proband, som kan vara man eller kvinna och har nummer 1. Probandens föräldrar noteras som 2 och 3 genom fördubbling för far (2) och fördubbling plus 1 för mor (3). Med samma metod noteras farfar som 4 och farmor som 5, medan morfar blir 6 och mormor 7 etc. Jämna nummer för män, ojämna för kvinnor.
Den som söker en ättling halverar faderns nummer. Det framgår då exempelvis, att anorna 14/15 är föräldrar till 7, som är en kvinna. Tillsammans med mannen 6 har hon dottern 3, som är probandens mor. 
Vanligen kompletteras numren med bokstäverna m (mor) och f (far). I det senare exemplet kan man då urskilja 3 m / 6 mf / 7 mm / 14 mm f och 15 mm m. Antalet bokstäver (mm f) visar att anorna 14 och 15 är probandens tredje generation, oftast skrivet ”gen. III”.